# Peerapol Chawchiangkwang
Peerapol Chawchiangkwang (en thaïlandais พีระพล ชาวเชียงขวาง), né le 17 octobre 1986 à Chiang Mai, est un coureur cycliste thaïlandais, membre de l'équipe Thailand Continental.

## Biographie
Peerapol Chawchiangkwang participe pour la première fois au Tour de Thaïlande en 2008, en tant que membre de l'équipe nationale. Au cours des années suivantes, il se consacre principalement au VTT, où son succès le plus significatif est la médaille d'or sur le cross-country des Jeux d'Asie du Sud-Est de 2013. Avec l'équipe de relais, il devient deux fois champion d'Asie en 2015 et 2016.
À partir de 2017, Chawchiangkwang  participe de plus en plus à des courses sur route avec l'équipe Thailand Continental. Il court principalement dans des compétitions en Asie du Sud-Est. Entre 2019 et 2025, il remporte cinq titres de champion national, dont quatre sur le contre-la-montre. Il est également victorieux dans cette discipline aux Jeux d'Asie du Sud-Est de 2021, décalés en 2022. La même année, il participe pour la première fois aux championnats du monde sur route.
Il gagne à deux reprises des étapes dans des courses du calendrier international, sur le Tour d'Indonésie 2018 et l'étape reine du Tour de Thaïlande 2024, qui s'est terminée par une montée dans la ville de Baan Rak Thai,. Aux championnats d'Asie de 2025, il décroche la médaille d'argent au même endroit.

## Palmarès sur route

### Par années
- 2013
  - 3e du championnat de Thaïlande sur route
- 2014
  -  Champion de Thaïlande sur route
- 2015
  - 2e du championnat de Thaïlande sur route
- 2016
  - 2e du Masters Tour of Chiang Mai
- 2017
  - Masters Tour of Chiang Mai :
    - Classement général
    - 1re et 3e étapes

  -  Médaillé d'argent du contre-la-montre par équipes aux Jeux d'Asie du Sud-Est
- 2018
  - 4e étape du Tour d'Indonésie
  - 2e du Tour d'Indonésie
- 2019
  -  Médaillé d'or du contre-la-montre par équipes aux Jeux d'Asie du Sud-Est
  -  Médaillé d'or de la course en ligne par équipes aux Jeux d'Asie du Sud-Est
  -  Champion de Thaïlande du contre-la-montre
  - 2e du Masters Tour of Chiang Mai
- 2020
  - 2e du championnat de Thaïlande sur route
  - 2e du championnat de Thaïlande du contre-la-montre
- 2021
  -  Champion de Thaïlande du contre-la-montre
  - 2e du championnat de Thaïlande sur route
- 2022
  -  Médaillé d'or du contre-la-montre aux Jeux d'Asie du Sud-Est
  -  Champion de Thaïlande du contre-la-montre
- 2023
  -  Champion de Thaïlande du contre-la-montre
  - Tour de PMU
  - 3e étape du Masters Tour of Chiang Mai
  - 2e du Masters Tour of Chiang Mai
  - 3e du championnat de Thaïlande sur route
- 2024
  - 3e étape du Tour de Thaïlande
  - 2e étape du Masters Tour of Chiang Mai
  - 4e étape du Tour of Lanna
  - 2e du Masters Tour of Chiang Mai
  - 2e du Tour of Lanna
- 2025
  -  Champion de Thaïlande du contre-la-montre
  - 2e du championnat de Thaïlande sur route
  -  Médaillé d'argent du championnat d'Asie sur route
  - 5e du championnat d'Asie du contre-la-montre

### Classements mondiaux
| Année                                 | 2013 | 2014 | 2015 | 2016 | 2017  | 2018 | 2019  | 2020 | 2021 | 2022 | 2023 | 2024 |
| ------------------------------------- | ---- | ---- | ---- | ---- | ----- | ---- | ----- | ---- | ---- | ---- | ---- | ---- |
| Classement mondial                    |      |      |      | nc   | 1821e | 295e | 2005e | 407e | 855e | 638e | 496e | 674e |
| UCI Asia Tour                         | 161e | 94e  | 112e | nc   | 313e  | 7e   | 178e  | 9e   | 23e  | 29e  | 27e  | 29e  |
|                                       |      |      |      |      |       |      |       |      |      |      |      |      |
| Légende : nc = non classéSource : UCI |      |      |      |      |       |      |       |      |      |      |      |      |

## Palmarès en VTT

### Championnats d'Asie
- Malacca 2015
  -  Champion d'Asie du relais par équipes
- Chainat 2016
  -  Champion d'Asie du relais par équipes
- Chiang Rai 2020
  -  Médaillé de bronze du cross-country

### Jeux d'Asie du Sud-Est
- Naypyidaw 2013
  -  Médaillé d'or du cross-country
  -  Médaillé d'argent du relais par équipes